# Cyrille V d'Alexandrie
Cyrille V d'Alexandrie (né en 1831 dans le Gouvernorat de Beni Souef mort le 7 août 1927) est le 112e patriarche copte d'Alexandrie.

## Biographie
Le future Patriarche naît sous le nom de Jean dans la ville de Tezment dans le Gouvernorat de Beni Souef en 1831 A.D..
À l'âge de 11 ans en 1843 A.D., il est ordonné diacre et remplit les charges du diaconat avec application. Comme dès son jeune âge il privilégie une vie de solitude et d'ascétisme; il quitte le monde pour le monastère de Saint-Marie, connu sous le nom de El-Sourian dans le Wadi El-Natrun. Là il devient le disciple d'un guide spirituel l'higoumène, c'est-à-dire: archiprêtre, Girgis El-Far, le père confesseur des moines. Lorsque son père apprend qu'il se trouve dans ce monastère il lui demande de revenir chez lui mais du fait son amour de la vie ascétique il ne tarde pas à retourner à la solitude et devient moine au monastère de El-Baramous (Deir Baramos (monastère des Romains) en 1850. Du fait de son excellence dans le vie religieuse il est ordonné prêtre dès 1851 A.D., puis promu  Higoumème en 1852 A.D. Il est consacré Patriarche  le 23e jour de Babah, 1591 A.M. (1er novembre 1874 A.D.) . Il meurt le 1re jour de Mesra 1643 A.M. (7 août 1927 A.D.) après avoir occupé le Siège patriarcal de Saint-Marc;  53 ans, 9 mois et 6 jours.